# Метод Петтенкофера
Метод Петтенкофера — техника регенерации лаковых плёнок, применяемая при реставрации произведений ста́нковой масляной живописи. Метод является неинвазивным, осуществляется посредством наложения деревянного короба, обитого изнутри тканью, на отдельный участок картины. Ткань предварительно смачивается этиловым спиртом. Время экспозиции подбирается под каждый отдельный фрагмент, каждого отдельного произведения индивидуально. Регенерация лака происходит за счёт воздействия паров этилового спирта.
Своё название метод получил в честь немецкого естествоиспытателя Макса Йозефа фон Петтенкофера.

## История

### Первые открытия
В 1861 году  по указу короля Баварии Людвига II в Мюнхене был учреждён комитет по надзору за картинами, прошедшими через процесс реставрации. В ходе комиссии было обнаружено, что ряд произведений, в частности из дворца Шлайсхайм, подверглись побелению и помутнению изображений. В 1863 году приглашённый член комиссии профессор физики Макс фон Петтенкофер при детальном изучении деструктированых участков произведений пришёл  к выводу, что изменения вызваны нарушениями структуре слоев картин.
В предшествующие годы художники, занимавшиеся поновлением картин, ассоциировали различные виды разрушений покрывного и красочного слоёв с повышенной влажностью в местах их хранения и, как следствие, с образованием плесени или в иных случаях с их «перемытостью». Исследования Петтенкофера с применением микроскопа впервые выявили различия между разрушениями произведений станковой живописи вызванными различными факторами среды.
Основываясь на полученных данных, М. фон Петтенкофер разработал метод, позволяющий бесконтактным  способом воздействовать на памятник, восстанавливая структуру слоёв  картины. Патент на метод восстановления лаковых пленок с применением Regerationsverfahren (специальный короб обитый изнутри тканью) был получен 17 июня 1863 года, после чего был представлен членам комиссии.

### Критика современников
Поскольку реставрационный метод был запатентован и его детали не были полностью оглашены, то он тут же подвергся закономерной критике со стороны культурной общественности и прессы. Действенность нового малоизученного метода подвергалась сомнению, высказывались опасения о воздействии паров этилового спирьта на красочный слой. Помимо всего прочего широкую публику беспокоил эстетический аспект реставрации при помощи «волшебного» ящика.
Подавляющее большинство доводов своих оппонентов Петтенкофер опроверг, продемонстрировав результаты своего метода непосредственно после обработки картины и спустя сутки, указывая на стабильный результат проведенного реставрационного вмешательства. Однако, технология не давала результатов в регенерации масляных лаковых плёнок  и связующих, что натолкнуло ученого на мысль о дополнительном  применении копайского бальзама. Данное решение продолжительное время скрывалось от членов комисси. К 1864-му году несмотря на сопротивление критиков метод получил признание, показав, по мнению современников, отличные результаты.

### Применение в XX и XXI веке
Исследования проведенные в 1930-х годах поставили точку на применении копайского бальзама в реставрационной практике.  В Советском Союзе на базе метода Петтенкофера был разработан и широко использовался метод Ракитина-Петтенкофера, в котором вместо копайского бальзама применяется дистиллированная вода. Первоначальный метод с применением паров спирта хотя и применяется, на данный момент является предметом научной дискуссии. Высказываются опасения о том, что под воздействием растворителя (пары этилового спирта) структура слоев произведения не восстанавливается в первоначальном виде. Отдельные слои неравномерно проникают друг в друга, образуя единое целое, делая последующую реставрацию невозможной.

## Методика

### Метод Петтенкофера

#### Оборудование и материалы
- Деревянный короб, обитый изнутри тканью
- Этиловый спирт

#### Процессы
При реставрации памятников станковой масляной живописи перед применением той или иной методики производится ряд проб. На заранее выбранном неответсвтвенном участке картины размещается маленькая коробочка Петтенкофера. Ткань внутри коробки смачивается этиловым спиртом. Для предотвращения неравномерного воздействия паров на лаковый слой, края коробки обрабатываются спиртом менее интенсивно. После размещения коробочка выдерживается определённый промежуток времени. С каждой новой пробой время экспозиции увеличивается, пока не выявляется необходимый промежуток времени. Как правило время экспозиции ограничивается 8-10-ю минутами. После установления оптимального времени экспозиции обрабатывается вся поверхность произведения.

### Метод Ракитина-Петтенкофера
Повторяет метод Петтенкоффера почти во всём. Главным отличием метода является применение дистиллированной воды, которую предварительно наносят на участок под коробом, что позволяет парам спирта действовать на более глубокие слои произведения. Ввиду того, что вода испаряется в течение 5-6-ти минут, метод так же ограничен этим временным промежутком.